# Peter Ringgaard
Peter Dietz Ringgaard (født 23. juni 1947) er en dansk filminstruktør, manuskriptforfatter og producer der bl.a. har instrueret og skrevet filmene Nyt legetøj (1977), Langturschauffør (1981) og Til højre ved den gule hund (2003).

## Karriere
Ringgaard stammer fra Silkeborg og begyndte at studere på Kunstakademiet. Han sprang dog snart fra dette og blev i stedet uddannet filminstruktør ved Den Danske Filmskole i perioden 1969-71. Han har især lavet dokumentarfilm over store dele af verden. Han fik sin debut som spillefilmsinstruktør med Nyt legetøj i 1977, som han også skrev manuskript til. Han har siden lavet yderligere tre spillefilm, men ellers koncentreret sig om dokumentarfilmene. Ringgaard har også fungeret som producer på en lang række dokumentarfilm, og i 1998 etablerede han Domino Film, der især solgte produktioner til tv. Han afhændede i 2003 selskabet til MTV og er siden vendt tilbage til dokumentarfilmene.

## Filmografi
Spillefilm
- I morgen, min elskede (1971), instruktørassistent
- Nyt legetøj (1977), instruktion og manuskript
- Langturschauffør (1981), instruktion og manuskript
- Pumaens datter (1994), producer
- Et hjørne af paradis (1996), instruktion og manuskript
- Til højre ved den gule hund (2003), instruktion og manuskript

Dokumentarfilm (i udvalg)
- Homofile (1972), instruktion, manuskript og klipning
- I morgen mandag (1979), instruktion
- Profession: Badminton - en film om Morten Frost (1983), instruktion
- Copenhagen Samba - Karneval i København (1983), instruktion
- Revolutionen der blev væk (1989), instruktion og manuskript
- Billy i Bangkok (2000), instruktion og manuskript